# Hopman Cup 2002
De Hopman Cup 2002 (met de officiële naam Hyundai Hopman Cup) werd gehouden van zaterdag 29 december 2001 tot en met zaterdag 5 januari 2002 op een overdekte hardcourtbaan in de Burswood Dome in de Australische stad Perth. Het was de veertiende editie van het tennistoernooi tussen landen die ieder een gemengd koppel afvaardigden. In dit toernooi bestond een landenontmoeting uit drie partijen (rubbers): in het vrouwenenkelspel, mannenenkelspel en gemengd dubbelspel.
Titelverdediger was het team uit Zwitserland, waarin Martina Hingis was vervangen door Miroslava Vavrinec als spelpartner van Roger Federer. Zij kwamen niet verder dan de groepsfase.
In de finale wonnen de Spanjaarden Arantxa Sánchez Vicario en Tommy Robredo van het Amerikaanse koppel Monica Seles / Jan-Michael Gambill. Het was de tweede titel voor Spanje, na een eerdere zege in 1990 waarbij Sánchez Vicario ook al betrokken was.
|                         |  |               |
| Arantxa Sánchez Vicario |  | Tommy Robredo |

## Deelnemers volgens ranglijstpositie
| Nr. | Land             | Groep | Team                                     | WTA+ATP- rang1 | Resultaat  |
| --- | ---------------- | ----- | ---------------------------------------- | -------------- | ---------- |
| 1.  | Verenigde Staten | B     | Monica Seles / Jan-Michael Gambill       | 10+21=31       | finale     |
| 2.  | België           | B     | Kim Clijsters / Xavier Malisse           | 5+33=38        | groepsfase |
| 3.  | Spanje           | A     | Arantxa Sánchez Vicario / Tommy Robredo  | 17+30=47       | winnaars   |
| 4.  | Australië        | A     | Alicia Molik / Lleyton Hewitt            | 47+1=48        | groepsfase |
| 5.  | Argentinië       | A     | Paola Suárez / Mariano Zabaleta          | 27+59=86       | groepsfase |
| 6.  | Frankrijk        | B     | Virginie Razzano / Arnaud Clément        | 87+17=104      | groepsfase |
| 7.  | Italië           | B     | Francesca Schiavone / Davide Sanguinetti | 31+91=122      | groepsfase |
| 8.  | Zwitserland      | A     | Miroslava Vavrinec / Roger Federer       | 119+13=132     | groepsfase |
| 9.  | Griekenland      | B     | Eléni Daniilídou / Vasilis Mazarakis     | 81+167=248     | voorronde  |

1 Rang per 17 december 2001

## Voorronde
Twee laaggeplaatste teams speelden om een plek in Groep B. Italië won van Griekenland.
| Vlag van Italië | Italië 2 | Perth, Australië 29 december 2001 hardcourt (i) | Perth, Australië 29 december 2001 hardcourt (i) | Perth, Australië 29 december 2001 hardcourt (i) | Griekenland 1 | Vlag van Griekenland |

|   |                                                                               |                                                                               | 1   | 2    | 3  |  |
| - | ----------------------------------------------------------------------------- | ----------------------------------------------------------------------------- | --- | ---- | -- |  |
| 1 | Francesca Schiavone Eléni Daniilídou                                          | Francesca Schiavone Eléni Daniilídou                                          | 6 1 | 6 2  |    |  |
| 2 | Davide Sanguinetti Vasilis Mazarakis                                          | Davide Sanguinetti Vasilis Mazarakis                                          | 6 2 | 7 60 |    |  |
| 3 | Francesca Schiavone / Davide Sanguinetti Eléni Daniilídou / Vasilis Mazarakis | Francesca Schiavone / Davide Sanguinetti Eléni Daniilídou / Vasilis Mazarakis | 6 4 | 3 6  | 67 |  |

## Groepsfase

### Groep A

#### Klassement
| Pos. | Land            | W | V | Rubbers | Sets  |
| ---- | --------------- | - | - | ------- | ----- |
| 1.   | Spanje (3)      | 3 | 0 | 9–0     | 18–2  |
| 2.   | Australië (4)   | 2 | 1 | 5–4     | 11–10 |
| 3.   | Zwitserland (8) | 1 | 2 | 2–7     | 6–15  |
| 4.   | Argentinië (5)  | 0 | 3 | 2–7     | 8–16  |

#### Australië – Zwitserland
| Vlag van Australië | Australië 3 | Perth, Australië 30 december 2001 hardcourt (i) | Perth, Australië 30 december 2001 hardcourt (i) | Perth, Australië 30 december 2001 hardcourt (i) | Zwitserland 0 | Vlag van Zwitserland |

|   |                                                                  |                                                                  | 1   | 2   | 3   |  |
| - | ---------------------------------------------------------------- | ---------------------------------------------------------------- | --- | --- | --- |  |
| 1 | Alicia Molik Miroslava Vavrinec                                  | Alicia Molik Miroslava Vavrinec                                  | 6 3 | 6 4 |     |  |
| 2 | Lleyton Hewitt Roger Federer                                     | Lleyton Hewitt Roger Federer                                     | 6 3 | 0 6 | 6 4 |  |
| 3 | Alicia Molik / Lleyton Hewitt Miroslava Vavrinec / Roger Federer | Alicia Molik / Lleyton Hewitt Miroslava Vavrinec / Roger Federer | 6 3 | 6 1 |     |  |

#### Spanje – Argentinië
| Vlag van Spanje | Spanje 3 | Perth, Australië 30 december 2001 hardcourt (i) | Perth, Australië 30 december 2001 hardcourt (i) | Perth, Australië 30 december 2001 hardcourt (i) | Argentinië 0 | Vlag van Argentinië |

|   |                                                                         |                                                                         | 1   | 2   | 3    |  |
| - | ----------------------------------------------------------------------- | ----------------------------------------------------------------------- | --- | --- | ---- |  |
| 1 | Arantxa Sánchez Vicario Paola Suárez                                    | Arantxa Sánchez Vicario Paola Suárez                                    | 6 2 | 6 3 |      |  |
| 2 | Tommy Robredo Mariano Zabaleta                                          | Tommy Robredo Mariano Zabaleta                                          | 4 6 | 6 2 | 6 3  |  |
| 3 | Arantxa Sánchez Vicario / Tommy Robredo Paola Suárez / Mariano Zabaleta | Arantxa Sánchez Vicario / Tommy Robredo Paola Suárez / Mariano Zabaleta | 4 6 | 7 5 | 7 65 |  |

#### Spanje – Zwitserland
| Vlag van Spanje | Spanje 3 | Perth, Australië 1 januari 2002 hardcourt (i) | Perth, Australië 1 januari 2002 hardcourt (i) | Perth, Australië 1 januari 2002 hardcourt (i) | Zwitserland 0 | Vlag van Zwitserland |

|   |                                                                            |                                                                            | 1    | 2   | 3 |  |
| - | -------------------------------------------------------------------------- | -------------------------------------------------------------------------- | ---- | --- | - |  |
| 1 | Arantxa Sánchez Vicario Miroslava Vavrinec                                 | Arantxa Sánchez Vicario Miroslava Vavrinec                                 | 6 2  | 6 0 |   |  |
| 2 | Tommy Robredo Roger Federer                                                | Tommy Robredo Roger Federer                                                | 7 67 | 6 2 |   |  |
| 3 | Arantxa Sánchez Vicario / Tommy Robredo Miroslava Vavrinec / Roger Federer | Arantxa Sánchez Vicario / Tommy Robredo Miroslava Vavrinec / Roger Federer | 6 2  | 6 3 |   |  |

#### Australië – Argentinië
| Vlag van Australië | Australië 2 | Perth, Australië 1 januari 2002 hardcourt (i) | Perth, Australië 1 januari 2002 hardcourt (i) | Perth, Australië 1 januari 2002 hardcourt (i) | Argentinië 1 | Vlag van Argentinië |

|   |                                                               |                                                               | 1   | 2   | 3        |  |
| - | ------------------------------------------------------------- | ------------------------------------------------------------- | --- | --- | -------- |  |
| 1 | Alicia Molik Paola Suárez                                     | Alicia Molik Paola Suárez                                     | 6 7 | 6 3 | 4 6      |  |
| 2 | Lleyton Hewitt Mariano Zabaleta                               | Lleyton Hewitt Mariano Zabaleta                               | 6 3 | 6 4 |          |  |
| 3 | Alicia Molik / Lleyton Hewitt Paola Suárez / Mariano Zabaleta | Alicia Molik / Lleyton Hewitt Paola Suárez / Mariano Zabaleta | 5 7 | 6 3 | [10] [7] |  |

#### Zwitserland – Argentinië
| Vlag van Zwitserland | Zwitserland 2 | Perth, Australië 3 januari 2002 hardcourt (i) | Perth, Australië 3 januari 2002 hardcourt (i) | Perth, Australië 3 januari 2002 hardcourt (i) | Argentinië 1 | Vlag van Argentinië |

|   |                                                                    |                                                                    | 1   | 2    | 3    |  |
| - | ------------------------------------------------------------------ | ------------------------------------------------------------------ | --- | ---- | ---- |  |
| 1 | Miroslava Vavrinec Paola Suárez                                    | Miroslava Vavrinec Paola Suárez                                    | 2 6 | 6 3  | 2 6  |  |
| 2 | Roger Federer Mariano Zabaleta                                     | Roger Federer Mariano Zabaleta                                     | 6 2 | 6 3  |      |  |
| 3 | Miroslava Vavrinec / Roger Federer Paola Suárez / Mariano Zabaleta | Miroslava Vavrinec / Roger Federer Paola Suárez / Mariano Zabaleta | 6 3 | 63 7 | 7 64 |  |

#### Spanje – Australië
| Vlag van Spanje | Spanje 3 | Perth, Australië 3 januari 2002 hardcourt (i) | Perth, Australië 3 januari 2002 hardcourt (i) | Perth, Australië 3 januari 2002 hardcourt (i) | Australië 0 | Vlag van Australië |

|   |                                                                       |                                                                       | 1 | 2 | 3 |           |
| - | --------------------------------------------------------------------- | --------------------------------------------------------------------- | - | - | - | --------- |
| 1 | Arantxa Sánchez Vicario Alicia Molik                                  | Arantxa Sánchez Vicario Alicia Molik                                  |   |   |   | walk-over |
| 2 | Tommy Robredo Lleyton Hewitt                                          | Tommy Robredo Lleyton Hewitt                                          |   |   |   | walk-over |
| 3 | Arantxa Sánchez Vicario / Tommy Robredo Alicia Molik / Lleyton Hewitt | Arantxa Sánchez Vicario / Tommy Robredo Alicia Molik / Lleyton Hewitt |   |   |   | walk-over |

### Groep B

#### Klassement
- De voorronde tussen Italië en Griekenland telt hier niet mee.

| Pos. | Land                 | W | V | Rubbers | Sets |
| ---- | -------------------- | - | - | ------- | ---- |
| 1.   | Verenigde Staten (1) | 2 | 1 | 6–3     | 13–7 |
| 2.   | België (2)           | 2 | 1 | 5–4     | 13–8 |
| 3.   | Italië (7)           | 2 | 1 | 5–4     | 10–9 |
| 4.   | Frankrijk (6)        | 0 | 3 | 2–7     | 4–16 |

#### Verenigde Staten – Frankrijk
| Vlag van Verenigde Staten | Verenigde Staten 3 | Perth, Australië 31 december 2001 hardcourt (i) | Perth, Australië 31 december 2001 hardcourt (i) | Perth, Australië 31 december 2001 hardcourt (i) | Frankrijk 0 | Vlag van Frankrijk |

|   |                                                                      |                                                                      | 1   | 2   | 3 |  |
| - | -------------------------------------------------------------------- | -------------------------------------------------------------------- | --- | --- | - |  |
| 1 | Monica Seles Virginie Razzano                                        | Monica Seles Virginie Razzano                                        | 6 3 | 6 4 |   |  |
| 2 | Jan-Michael Gambill Arnaud Clément                                   | Jan-Michael Gambill Arnaud Clément                                   | 6 4 | 6 4 |   |  |
| 3 | Monica Seles / Jan-Michael Gambill Virginie Razzano / Arnaud Clément | Monica Seles / Jan-Michael Gambill Virginie Razzano / Arnaud Clément | 6 1 | 6 4 |   |  |

#### België – Italië
| Vlag van België | België 2 | Perth, Australië 31 december 2001 hardcourt (i) | Perth, Australië 31 december 2001 hardcourt (i) | Perth, Australië 31 december 2001 hardcourt (i) | Italië 1 | Vlag van Italië |

|   |                                                                         |                                                                         | 1   | 2   | 3 |  |
| - | ----------------------------------------------------------------------- | ----------------------------------------------------------------------- | --- | --- | - |  |
| 1 | Kim Clijsters Francesca Schiavone                                       | Kim Clijsters Francesca Schiavone                                       | 4 6 | 4 6 |   |  |
| 2 | Xavier Malisse Davide Sanguinetti                                       | Xavier Malisse Davide Sanguinetti                                       | 6 4 | 7 5 |   |  |
| 3 | Kim Clijsters / Xavier Malisse Francesca Schiavone / Davide Sanguinetti | Kim Clijsters / Xavier Malisse Francesca Schiavone / Davide Sanguinetti | 6 3 | 6 4 |   |  |

#### Italië – Verenigde Staten
| Vlag van Italië | Italië 2 | Perth, Australië 2 januari 2002 hardcourt (i) | Perth, Australië 2 januari 2002 hardcourt (i) | Perth, Australië 2 januari 2002 hardcourt (i) | Verenigde Staten 1 | Vlag van Verenigde Staten |

|   |                                                                             |                                                                             | 1   | 2   | 3   |  |
| - | --------------------------------------------------------------------------- | --------------------------------------------------------------------------- | --- | --- | --- |  |
| 1 | Francesca Schiavone Monica Seles                                            | Francesca Schiavone Monica Seles                                            | 6 4 | 2 6 | 6 4 |  |
| 2 | Davide Sanguinetti Jan-Michael Gambill                                      | Davide Sanguinetti Jan-Michael Gambill                                      | 7 6 | 6 3 |     |  |
| 3 | Francesca Schiavone / Davide Sanguinetti Monica Seles / Jan-Michael Gambill | Francesca Schiavone / Davide Sanguinetti Monica Seles / Jan-Michael Gambill | 1 6 | 3 6 |     |  |

#### België – Frankrijk
| Vlag van België | België 2 | Perth, Australië 2 januari 2002 hardcourt (i) | Perth, Australië 2 januari 2002 hardcourt (i) | Perth, Australië 2 januari 2002 hardcourt (i) | Frankrijk 1 | Vlag van Frankrijk |

|   |                                                                  |                                                                  | 1   | 2   | 3        |  |
| - | ---------------------------------------------------------------- | ---------------------------------------------------------------- | --- | --- | -------- |  |
| 1 | Kim Clijsters Virginie Razzano                                   | Kim Clijsters Virginie Razzano                                   | 6 3 | 6 2 |          |  |
| 2 | Xavier Malisse Arnaud Clément                                    | Xavier Malisse Arnaud Clément                                    | 3 6 | 6 3 | 6 3      |  |
| 3 | Kim Clijsters / Xavier Malisse Virginie Razzano / Arnaud Clément | Kim Clijsters / Xavier Malisse Virginie Razzano / Arnaud Clément | 6 1 | 3 6 | [6] [10] |  |

#### Italië – Frankrijk
| Vlag van Italië | Italië 2 | Perth, Australië 4 januari 2002 hardcourt (i) | Perth, Australië 4 januari 2002 hardcourt (i) | Perth, Australië 4 januari 2002 hardcourt (i) | Frankrijk 1 | Vlag van Frankrijk |

|   |                                                                            |                                                                            | 1   | 2    | 3 |           |
| - | -------------------------------------------------------------------------- | -------------------------------------------------------------------------- | --- | ---- | - | --------- |
| 1 | Francesca Schiavone Virginie Razzano                                       | Francesca Schiavone Virginie Razzano                                       | 1   |      |   | opgave    |
| 2 | Davide Sanguinetti Arnaud Clément                                          | Davide Sanguinetti Arnaud Clément                                          | 3 6 | 5 '7 |   |           |
| 3 | Francesca Schiavone / Davide Sanguinetti Virginie Razzano / Arnaud Clément | Francesca Schiavone / Davide Sanguinetti Virginie Razzano / Arnaud Clément |     |      |   | walk-over |

#### Verenigde Staten – België
| Vlag van Verenigde Staten | Verenigde Staten 2 | Perth, Australië 4 januari 2002 hardcourt (i) | Perth, Australië 4 januari 2002 hardcourt (i) | Perth, Australië 4 januari 2002 hardcourt (i) | België 1 | Vlag van België |

|   |                                                                   |                                                                   | 1   | 2   | 3   |  |
| - | ----------------------------------------------------------------- | ----------------------------------------------------------------- | --- | --- | --- |  |
| 1 | Monica Seles Kim Clijsters                                        | Monica Seles Kim Clijsters                                        | 4 6 | 6 4 | 6 2 |  |
| 2 | Jan-Michael Gambill Xavier Malisse                                | Jan-Michael Gambill Xavier Malisse                                | 7 6 | 7 6 |     |  |
| 3 | Monica Seles / Jan-Michael Gambill Kim Clijsters / Xavier Malisse | Monica Seles / Jan-Michael Gambill Kim Clijsters / Xavier Malisse | 6 7 | 2 6 |     |  |

## Finale

### Spanje – Verenigde Staten
| Vlag van Spanje | Spanje 2 | Perth, Australië 5 januari 2002 hardcourt (i) | Perth, Australië 5 januari 2002 hardcourt (i) | Perth, Australië 5 januari 2002 hardcourt (i) | Verenigde Staten 1 | Vlag van Verenigde Staten |

|   |                                                                            |                                                                            | 1   | 2   | 3    |  |
| - | -------------------------------------------------------------------------- | -------------------------------------------------------------------------- | --- | --- | ---- |  |
| 1 | Arantxa Sánchez Vicario Monica Seles                                       | Arantxa Sánchez Vicario Monica Seles                                       | 1 6 | 6 7 |      |  |
| 2 | Tommy Robredo Jan-Michael Gambill                                          | Tommy Robredo Jan-Michael Gambill                                          | 6 3 | 2 6 | 7 62 |  |
| 3 | Arantxa Sánchez Vicario / Tommy Robredo Monica Seles / Jan-Michael Gambill | Arantxa Sánchez Vicario / Tommy Robredo Monica Seles / Jan-Michael Gambill | 6 4 | 6 2 |      |  |